# Alan Vera Hauzateng
Carlos Alan Vera Hauzateng (La Paz, Bolivia; 30 de julio de 1983) es un periodista y conductor de televisión boliviano.
Alan Vera nació el 30 de julio de 1983 en la ciudad de La Paz. En 2002, a sus 19 años, ingreso por primera vez a la televisión boliviana en la Red PAT.
En 2009, Vera se trasladó a vivir a la ciudad de Santa Cruz de la Sierra en donde comenzó a conducir un programa juvenil denominado Reel junto a la modelo y conductora Wendy Flores y Erwin Ruiz (Musculito).
Desde el 6 de marzo de 2017, Alan Vera ingresó a conducir también el programa de competencias "Esto es Guerra" de la Red PAT junto a los presentadores Alexia Viruez y Laura Lafaye.